# Herzogtum Lancaster

Flagge des Herzogtums von Lancaster

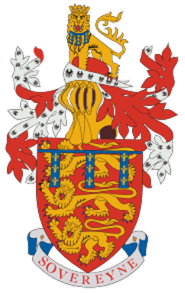
Wappen des Herzogtums von Lancaster

Das Herzogtum Lancaster (Duchy of Lancaster) ist ein englisches Herzogtum, benannt nach Honour, Burg und Stadt von Lancaster in der Grafschaft Lancashire. Es befindet sich seit 1413 im Besitz des englischen bzw. britischen Monarchen.

## Duke of Lancaster
Ursprünglich war der Besitz des Herzogtums Lancaster an den Titel des Duke of Lancaster gebunden. Die erste Verleihung des Titels Duke of Lancaster erfolgte am 6. März 1351 durch Eduard III. und mit Zustimmung des Parlaments. Der erste Träger des Herzogstitels war Henry of Grosmont, 4. Earl of Lancaster. Zum gleichen Zeitpunkt erhielt das Herzogtum Lancaster, dessen reicher Grundbesitz weit verstreut war, nach dem Vorbild von Cheshire den Status einer county palantine mit den dazugehörigen Rechten, wie eine eigene Kanzlei, eigene Gerichtshöfe und Beamte. Henry of Grosmont hinterließ keine männlichen Erben, woraufhin der Herzogstitel mit seinem Tod im Jahre 1361 zum ersten Mal erlosch. Die zum Herzogtum gehörigen Ländereien wurden zwischen seinen beiden Töchtern Maud und Blanche aufgeteilt. Als Maud im April 1362 kinderlos starb, konnte Blanches Ehemann John of Gaunt, 2. Earl of Derby, die Ländereien wieder vereinigen und erwirkte, dass ihm der Herzogstitel am 13. November 1362 neu verliehen wurde. Als dessen Sohn und Erbe 1399 als Heinrich IV. gekrönt wurde, erlosch der Titel durch Verschmelzen mit der Krone. In dritter Verleihung des Herzogstitel ging das Herzogtum 1399 an Henry of Monmouth. Seit dieser 1413 als Heinrich V. König von England wurde, ist der Titel des Duke of Lancaster durch Verschmelzen mit der englischen Krone erneut erloschen. Das Herzogtum ging in den Besitz der Krone über und befindet sich bis heute im Besitz des jeweiligen Monarchen.

## Duchy of Lancaster

### Geschichte als Privatbesitz der Monarchen
Als Henry Bolingbroke 1399 als Heinrich IV. englischer König wurde, war die Wiederherstellung der von Richard II. beschlagnahmten Duchy of Lancaster seine erste Amtshandlung. Er ernannte seinen ältesten Sohn, den späteren König Heinrich V., zum neuen Duke of Lancaster und erließ die Charter of Duchy of Liberties. In der später erlassenen Great Charter of the Duchy wurde die Trennung der Duchy of Lancaster vom Krongut weiter festgeschrieben. Eduard IV. ließ diese Trennung 1461, als er sich während der Rosenkriege der Duchy of Lancaster bemächtigt hatte, durch das Parlament bestätigen. Nach dem Ende der Rosenkriege bestätigte Heinrich VII. diese Sonderstellung 1485 in einer eigenen Charta. Seitdem wurde die Rechtsstellung der Duchy of Lancaster nicht weiter verändert. 
Im 17. Jahrhundert verkauften die Stuart-Könige Jakob I. und Karl I. wegen Geldmangels große Teile der Besitzungen, und nach Ende des Bürgerkriegs wurden weitere Teile der Besitzungen verkauft, um die Kriegskosten zu decken. Dennoch blieb die Duchy of Lancaster auch während des Commonwealth of England bestehen und fiel nach der Stuart-Restauration an Karl II. zurück. Unter ihm und unter Wilhelm III. setzte sich der Landverkauf fort, so dass die Erträge aus der Duchy of Lancaster erheblich zurückgingen. Königin Anne erließ schließlich 1702 ein Gesetz, das weitere Landverkäufe untersagte. Dennoch waren die Besitzungen heruntergewirtschaftet und nahezu zahlungsunfähig. Noch 1760 betrugen die Erträge aus den Besitzungen weniger als £ 17 im Jahr. In diesem Jahr übertrug Georg III. seinen Grundbesitz außer der Duchy of Cornwall an den Staat. Im Gegenzug erhielt er eine jährliche Zivilliste aus Steuergeldern. Die Duchy of Lancaster wurde vermutlich aufgrund der geringen Erträge nicht in diese Vereinbarung mit einbezogen, oder der König betrachtete es nicht als Kron-, sondern weiter als Privatvermögen. 
Unter Georg III. wurde, vor allem unter dem Chancellor James Smith-Stanley, die Verwaltung der Duchy reformiert. Durch Verbesserungen und Investitionen stiegen die Erträge wieder. Im 19. Jahrhundert versuchten radikale Politiker 1830 und 1837, die Duchy of Lancaster wie auch die Duchy of Cornwall unter staatliche Verwaltung zu stellen. Königin Victoria stimmte nach ihrer Thronbesteigung zu, die Höhe der Einnahmen jährlich zu veröffentlichen. Da Landverkäufe untersagt waren, wurde 1855 der Duchy of Lancaster Lands Act erlassen, wonach die Besitzungen durch Tausch oder auf anderen Wegen zentralisiert werden konnten. Dadurch gelang es, den damals über 16 Counties verstreuten Besitz, der 155 km² umfasste, wirtschaftlicher zu verwalten. Betrugen die Einkünfte aus der Duchy 1838 bloß £ 5000, waren sie bis 1896 auf £ 60.000 gestiegen. Während des 20. Jahrhunderts wurde die Verwaltung des Besitzes weiter modernisiert. Unter Elizabeth II. wurden große Teile der Erträge für gemeinnützige oder karitative Zwecke verwendet. 
Derzeit umfasst die Duchy of Lancaster über 184 km² Grundbesitz in England und Wales mit Ackerflächen, Gewerbegebieten und Wohnbebauung. Der Großteil der Besitzungen liegt in Lancashire, Yorkshire, Cheshire, Staffordshire und Lincolnshire. Daneben gehören auch mehrere Unternehmen zur Duchy, vor allem am Strand in London sowie weitere Unternehmensbeteiligungen.

### Verwaltung
Verantwortlich für die Duchy of Lancaster ist offiziell der Chancellor of the Duchy of Lancaster. In der Praxis ist heute der Chancellor in der Regel ein Minister ohne Geschäftsbereich der britischen Regierung, während die Verwaltung der Duchy in den Händen des 1351 gegründeten Duchy Council liegt. Neben dem Chancellor, dessen Amt in der Geschichte von bedeutenden Personen wie Sir Thomas More, Sir Francis Walsingham und Sir Robert Cecil ausgeübt wurde, bestand im Mittelalter noch das Amt des Chamberlain. Dieses Amt verschwand jedoch im frühen 16. Jahrhundert, als der Chancellor steigenden Einfluss bekam. Die Ämter der beiden Chief Stewards wurden ebenfalls seit dem 16. Jahrhundert nicht mehr vergeben, während der Receiver General als oberster Finanzbeamter heute auch als Keeper of the Privy Purse Verwalter des Privatvermögens der britischen Monarchen ist. Weitere Ämter sind der Attorney General als oberster juristischer Vertreter sowie der Clerk of the Council, der der Geschäftsführer der Duchy ist.
Heute werden die Mitglieder des Duchy Council vom Monarchen auf Vorschlag des Chancellor ernannt. Das Council wird von einem Vorsitzenden geleitet, es ist weiterhin nur dem Chancellor und dem englischen Monarchen verantwortlich.